# Micro Channel Architecture

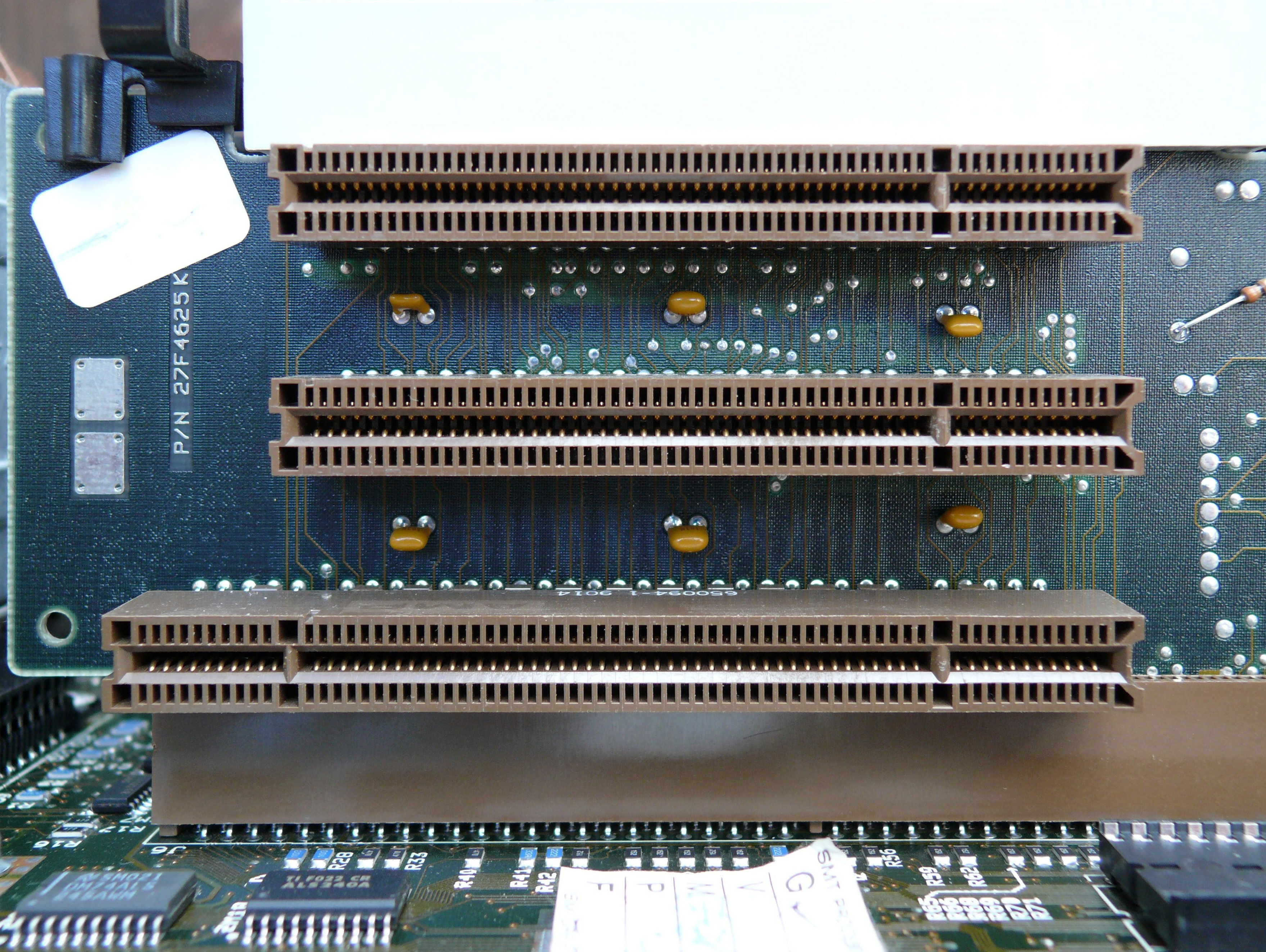
16-Bit MCA-Slots

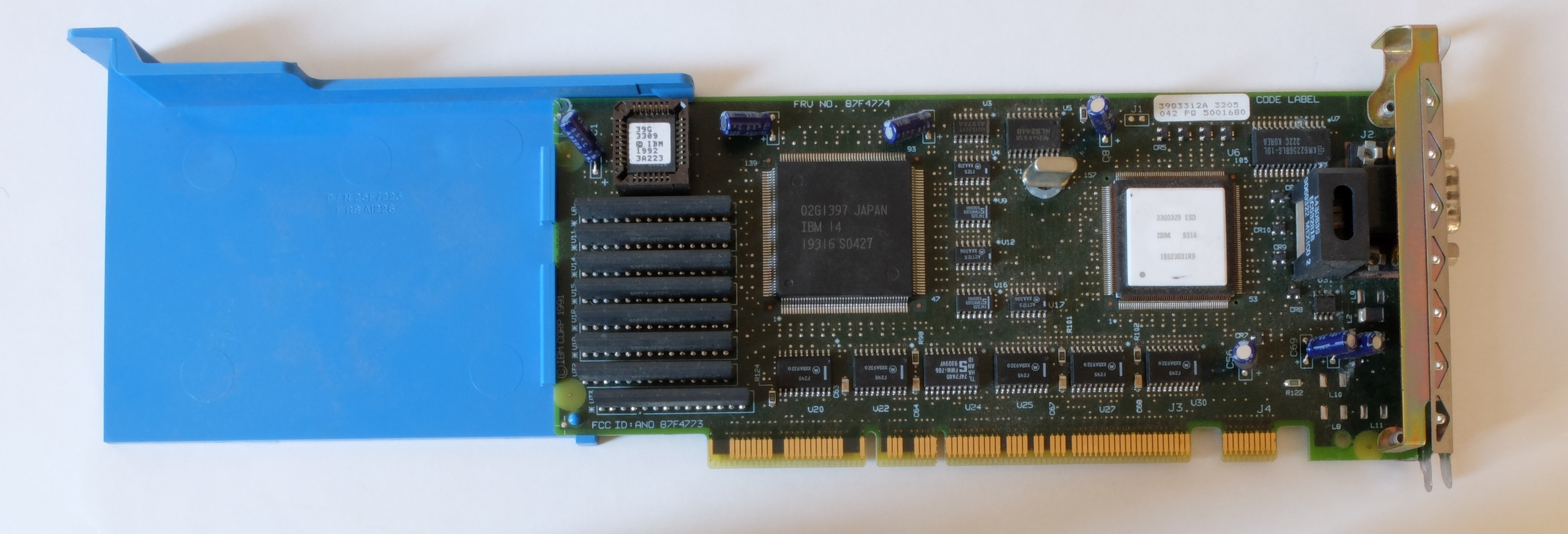
MCA-Grafikkarte IBM XGA-2

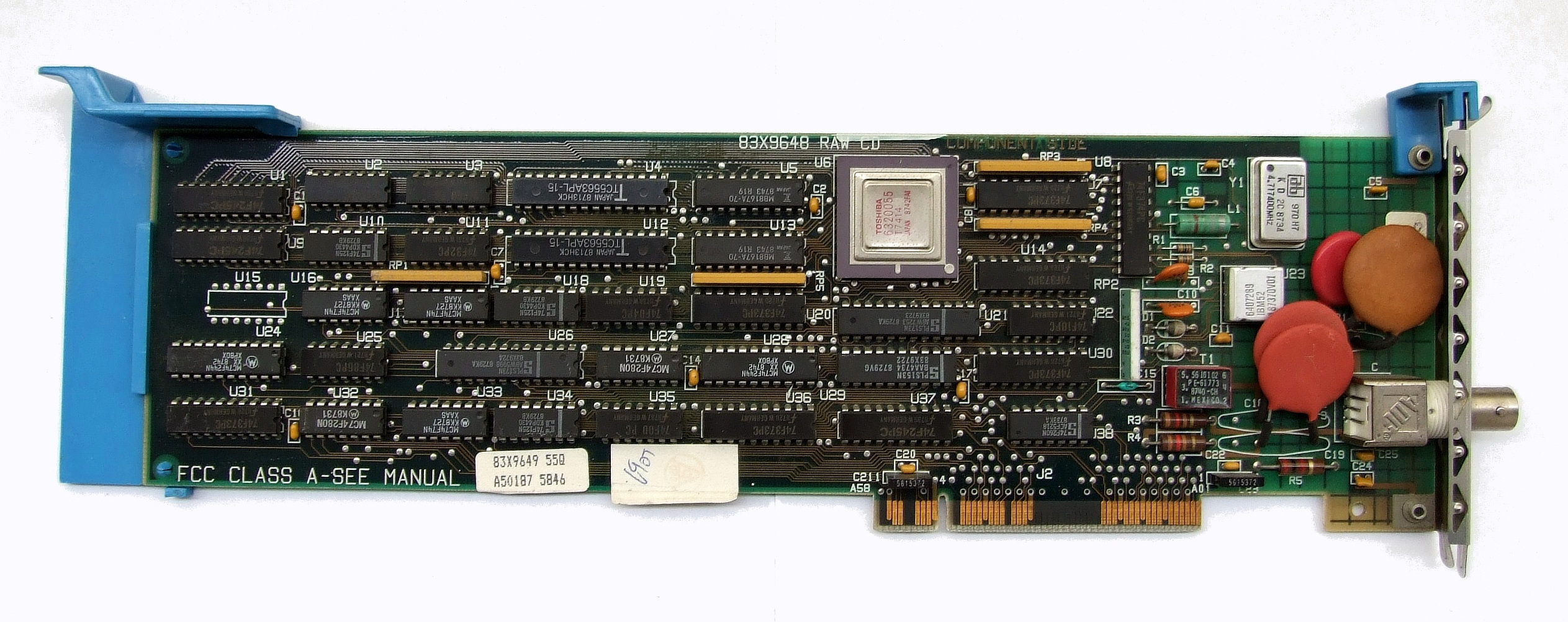
MCA-3270-Emulationskarte IBM 83X9648

Die Micro Channel Architecture (MCA, deutsch Mikrokanal) ist ein proprietäres Bussystem der Firma IBM mit bis zu 32 Bit Busbreite und 10 MHz Bustakt. Es fand sich ab 1987 in PS/2-Personalcomputern, aber auch in RS/6000 Workstations, AS/400-Minicomputern und sogar manchen System/370-Großrechnern (englisch main frames). Einige frühe ThinkPads verwendeten ebenfalls MCA.
Der MCA-Bus versuchte, die Probleme des ersten IBM-AT-Busses zu lösen, der heute unter der Bezeichnung ISA-Bus bekannt ist:
- höherer Datendurchsatz (theoretisch 66 Mbytes/s)
- gemeinsam genutzte Interruptleitungen
- Unterstützung mehrerer Busmaster mit DMA
- Konfigurationsregister
- Prozessorunabhängigkeit
- automatische Kartenerkennung
- verbesserte elektrische Eigenschaften

MCA ist inkompatibel zu allen anderen Bussystemen.
Neben technischen Aspekten war ein wesentliches Motiv IBMs für die Einführung von MCA mit der PS/2-Reihe, ein eigenes, durch Patente geschütztes Bussystem zu entwickeln, um die aufgekommenen IBM-PC-Klone und den um sie entstandenen Erweiterungskarten-Markt zurückzudrängen.
Der MCA-Bus hat sich jedoch gegenüber den anderen Bussystemen im Markt nicht durchsetzen können, da nur wenige und sehr teure Karten verfügbar waren und ältere ISA-Karten nicht mehr eingesetzt werden konnten. Hersteller von MCA-Karten mussten zudem von IBM eine teure Lizenz erwerben. Als Gegenmodell entwarf unter der Führung von Compaq die „Gang of Nine“ den EISA-Bus, der zwar nicht ganz so leistungsfähig war wie MCA, aber von vielen Herstellern IBM-kompatibler PC unterstützt wurde und zudem mit ISA-Erweiterungskarten kompatibel war. EISA fand überwiegend in Arbeitsstationen und Servern Verwendung; weniger in Desktop-Computern. In letzteren war für einige Jahre VLB verbreitet, bevor der PCI-Bus letztlich alle vorangegangenen Bussysteme ablöste. IBMs Versuch, per MCA den PC-Markt nach dem Aufkommen günstigerer kompatibler Konkurrenzmodelle wieder zu dominieren, wurde zum teuren Fehlschlag.
Im Gegensatz zu PCI, ISA und EISA arbeitet der MCA-Bus asynchron.